# Ilarij (Gavrylec)
Ilarij (světským jménem: Jurij Mychajlovyč Gavrylec; * 3. dubna 1988, Kopynivci) je ukrajinský duchovní Ukrajinské pravoslavné církve Moskevského patriarchátu, biskup svaljavský a vikář mukačevské eparchie.

## Život
Narodil se 3. dubna 1988 v Kopynivci.
Po střední škole byl přijat do Pokrovského monastýru v Rakošinu. Dne 5. dubna 2006 byl postřižen na rjasofora se jménem Ilarij a 16. dubna rukopoložen na jerodiákona. Kněžské svěcení přijal 6. prosince. Dne 17. srpna 2007 byl postřižen do malé schimy. Roku 2009 byl povýšen na igumena.
Dne 15. dubna 2013 se stal blagočinným Pokrovského monastýru a 25. dubna byl povýšen na archimandritu. Dne 19. června 2014 byl ustanoven představeným Krasnohorského monastýru ve vesnici Lavky.
Roku 2018 začal studovat na Kyjevském duchovním semináři. Poté pokračoval ve studiu na Kyjevské duchovní akademii a fakultě teologie Prešovské univerzity.
Dne 23. listopadu 2022 jej Svatý synod Ukrajinské pravoslavné církve zvolil biskupem svaljavským a vikářem mukačevské eparchie. Biskupská chirotonie proběhla 13. prosince v Kyjevskopečerské lávře. Hlavním světitelem byl metropolita kyjevský a celé Ukrajiny Onufrij (Berezovskyj).